# Right Here, Right Now (album Precious Metal)
Right Here, Right Now – debiutancki krążek grupy Precious Metal, wydany w 1985 roku przez PolyGram Records.

## Wydanie
Po zdobyciu kontraktu z PolyGram Records, który grupa podpisała po tym, jak wicedyrektor wytwórni usłyszał utwór Girls Night Out w radiu, zespół wydał płytę Right Here, Right Now. 
Leslie Knauer, wokalistka zespołu, utrzymuje, że stylistyka utworów była inspirowana punkiem, ponieważ dziewczyny "grały wszystko bardzo szybko". Muzyka zespołu była przez same członkinie nazywana "metal-gum", bo była ona połączeniem metalu z popem.
Album był promowany przez singel Bad Guys. Piosenka ta znalazła się w filmie o tym samym tytule. Na krążku znalazł się także popularny z powodu częstego grania go na koncertach utwór Cheesecake. Piosenka This Girl została wykonana ponownie przez popową grupę The Dolly Dots, podbijając listy przebojów w całej Europie.

## Lista utworów
1. This Girl (Ritchie Zito, Joey Carbone) - 3:25
2. Right Here, Right Now - 2:55
3. Bad Guys -3:17
4. Pretty Boy - 3:01
5. Emily - 3:03
6. Shakin' - 2:47
7. Girls Night Out -2:49
8. You Do Something Special - 3:58
9. Cheesecake (Mara Fox) - 2:20
10. Remembering Old Times - 3:19

## Wykonawcy
- Leslie Knauer - wokal
- Mara Fox - gitara rytmiczna
- Janet Robin - gitara prowadząca
- Alex Rylance - gitara basowa
- Carol "Control" Duckworth - perkusja